# Kålharkrank
Kålharkrank (Tipula oleracea) är en tvåvingeart som beskrevs av Carl von Linné 1758. Kålharkrank ingår i släktet Tipula och familjen storharkrankar. Arten är reproducerande i Sverige. Inga underarter finns listade i Catalogue of Life.
Artens imago är utan ben 25 till 30 mm lång och larverna är något längre. Larvernas föda utgörs av gräsets rötter. Vuxna exemplar äter ingenting.
Kålharkrank har ett större utbredningsområde i Europa. För Island, Norge, norra Ryssland och några regioner på Balkan saknas bekräftelse om arten finns där. Sedan 1955 finns en introducerad population i Nordamerika.

## Bygdemål
| Namn                                                       | Trakt                | Referens |
| ---------------------------------------------------------- | -------------------- | -------- |
| Harkrank                                                   | Småland              | [ 9 ]    |
| Harkrankje Harkrantje                                      | Nyland               | [ 9 ]    |
| Hårkrank                                                   | Småland              | [ 10 ]   |
| Hårkrånk                                                   | Södermanland         | [ 10 ]   |
| Hårkränk                                                   | Södermanland         | [ 9 ]    |
| Krank Detta namn har använts även om Tipula hortorum Kränk | Österbotten, Gotland | [ 9 ]    |

## Bildgalleri

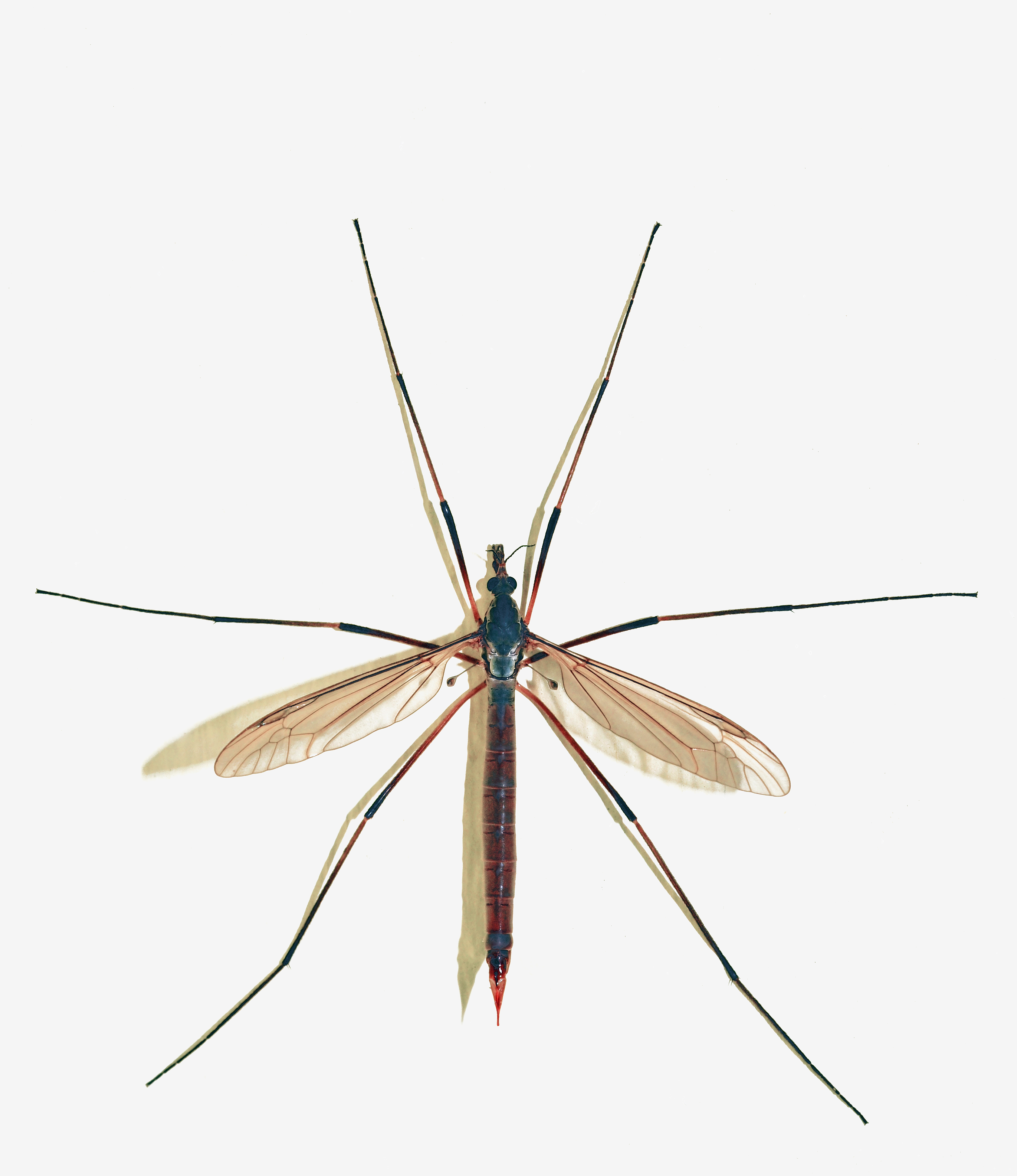
Tipula oleracea Hona
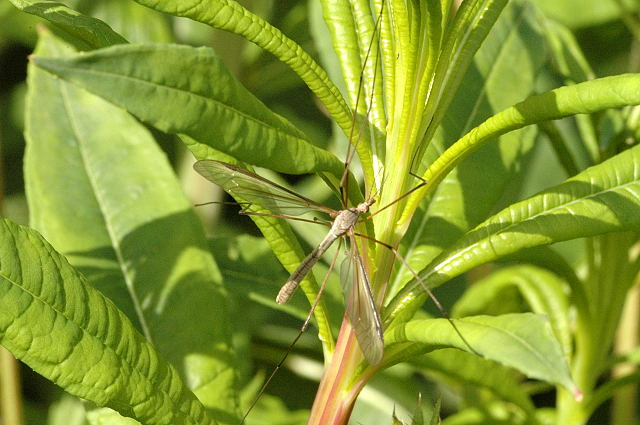
Tipula oleracea Hane
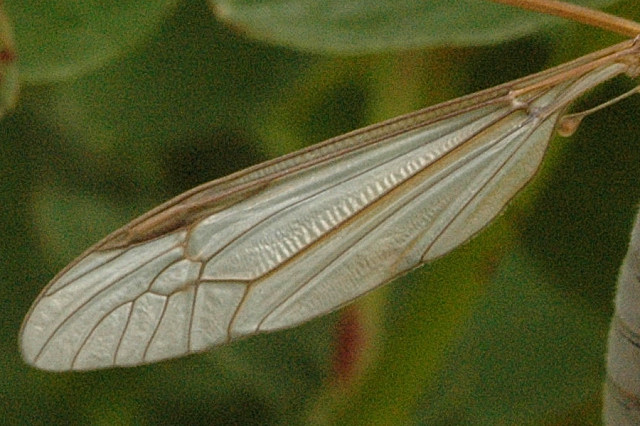
Tipula oleracea Vinge